# Esquí alpí als Jocs Olímpics d'hivern de 1984
Als Jocs Olímpics d'Hivern de 1984 celebrats a la ciutat de Sarajevo (Iugoslàvia) es disputaren sis proves d'esquí alpí, tres en categoria masculina i tres més en categoria femenina. Les proves es realitzaren entre els dies 13 i 19 de febrer de 1984 a les instal·lacions de Bjelašnica i Jahorina.
Hi participaren un total de 225 esquiadors, entre ells 149 homes i 76 dones, de 42 comitès nacionals diferents. Per primera vegada aquestes proves no foren considerades vàlides per al Campionat del Món d'esquí alpí.

## Resum de medalles

### Categoria masculina
| Prova                  | Or           | Argent       | Bronze         |
| Descens Detalls        | Bill Johnson | Peter Müller | Anton Steiner  |
| Eslàlom gegant Detalls | Max Jullen   | Jure Franko  | Andreas Wenzel |
| Eslàlom Detalls        | Phil Mahre   | Steve Mahre  | Didier Bouvet  |

### Categoria femenina
| Prova                  | Or               | Argent          | Bronze          |
| Descens Detalls        | Michela Figini   | Maria Walliser  | Olga Charvátová |
| Eslàlom gegant Detalls | Debbie Armstrong | Christin Cooper | Perrine Pelen   |
| Eslàlom Detalls        | Paoletta Magoni  | Perrine Pelen   | Ursula Konzett  |

## Medaller
| Posició | País           | Or | Argent | Bronze | Total |
| 1       | Estats Units   | 3  | 2      | 0      | 5     |
| 2       | Suïssa         | 2  | 2      | 0      | 4     |
| 3       | Itàlia         | 1  | 0      | 0      | 1     |
| 4       | França         | 0  | 1      | 2      | 3     |
| 5       | Iugoslàvia     | 0  | 1      | 0      | 1     |
| 6       | Liechtenstein  | 0  | 0      | 2      | 2     |
| 7       | Àustria        | 0  | 0      | 1      | 1     |
| 7       | Txecoslovàquia | 0  | 0      | 1      | 1     |
|         |                |    |        |        |       |
| Total   | Total          | 6  | 6      | 6      | 18    |